# Bezonvaux
Bezonvaux település Franciaországban, Meuse megyében. Lakosainak száma 0 fő (2022. január 1.). Bezonvaux Ornes, Dieppe-sous-Douaumont, Maucourt-sur-Orne és Douaumont-Vaux községekkel határos.

## Népesség
A település népességének változása:
| Lakosok száma |      |      |      |      |      |      |      |      |      |      |
|               | 1968 | 1982 | 1990 | 2006 | 2013 | 2015 | 2017 | 2019 | 2020 | 2022 |